# Mark Helias

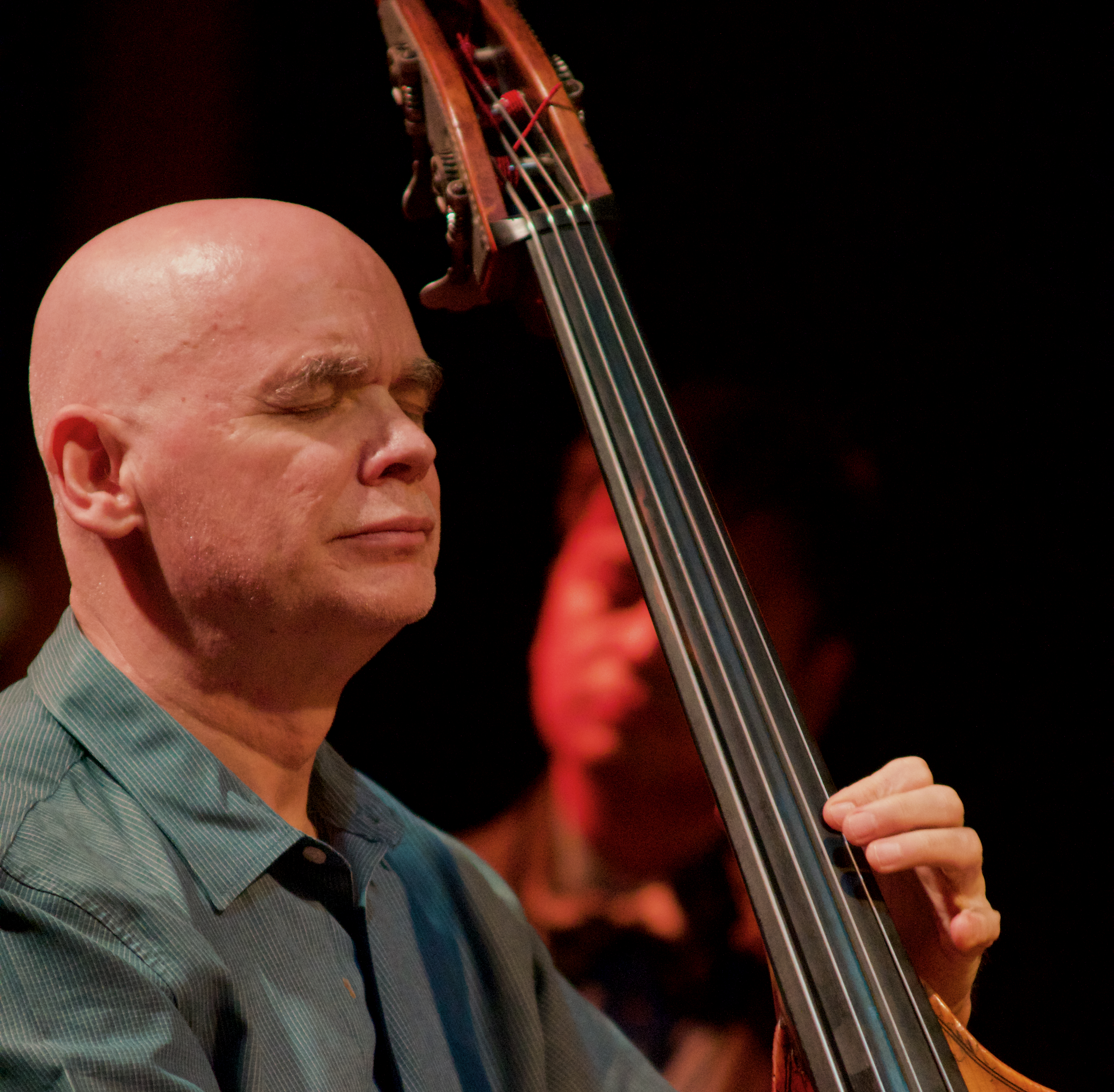
Mark Helias (2016)

Mark Helias (* 1. Oktober 1950 in New Brunswick, New Jersey) ist ein amerikanischer Kontrabassist des Creative Jazz.

## Leben und Wirken
Helias spielte zunächst in Rockbands Schlagzeug, Gitarre und Bass; erst im Alter von 20 Jahren lernte er Kontrabass. Er studierte an der Yale University Musik und spielte bald darauf in New Haven mit Wadada Leo Smith, Anthony Davis und Gerry Hemingway. Mit seinem vollen Ton und seinem exakten Timing etablierte sich Helias bald als wichtiger Bassist. Er spielte im Trio von Barry Altschul mit Ray Anderson und seit 1977 mit Anderson und Gerry Hemingway in der Gruppe BassDrumBone (Afternoon). 1981 war er (als Bassgitarrist und Vokalist) mit Anderson, Steve Elson, Allan Jaffe und Jim Payne Gründer der kollaborativen Funkband Slickaphonics, mit der er fünf Alben einspielte und mehrfach in den USA und Europa auf Tournee war.
Helias arbeitete auch in Gruppen, die von Ed Blackwell, Anthony Braxton oder Muhal Richard Abrams geleitet wurden; später war er in den Gruppen von Tim Berne und in Don Cherrys NU tätig; zeitweilig gehörte er auch zur Gruppe von Cecil Taylor. Seit Mitte der 1980er nahm er auch Alben als Leader auf. Weiterhin arbeitete er mit Musikern wie Chet Baker, Herb Robertson, Jane Ira Bloom, Dennis González (NY Midnight Suite, 2004), Simon Nabatov (Sneak Preview), Mike Nock, Wynton Marsalis, Julius Hemphill, Bennie Wallace, Terrence McManus, Tyshawn Sorey (Pillars, 2018) und Christy Doran. 2014 leitete er Michael Formaneks Ensemble Kolossus (The Distance).

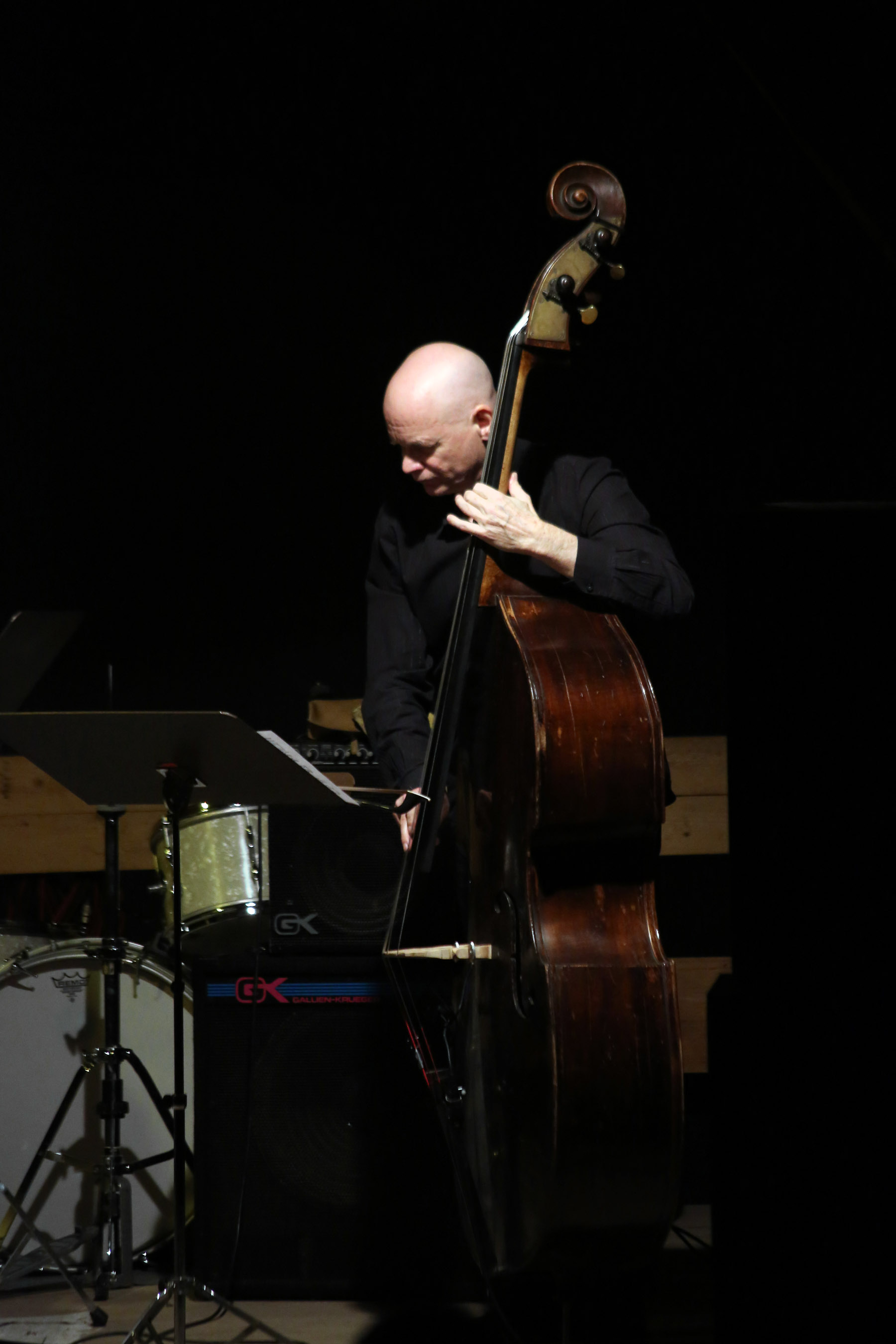
Mark Helias (2013)

## Diskographie
- Split Image (Enja, 1984)
- The Current Set (Enja, 1987)
- Desert Blue (Enja, 1989)
- Attack The Future (Enja, 1992)
- Loopin’ The Cool (Enja, 1995)
- Fictionary (GM Recordings, 1998)
- Come Ahead Back (Koch Jazz, 1998)
- New School (Enja, 2002)
- Verbs of Will (Radio Legs, 2004)
- Atomic Clock (Radio Legs, 2006)
- Gordon Grdina, Matthew Shipp, Mark Helias: Skin and Bones (NotTwo Records, 2019)
- Roof Rights (2020)
- Open Loose: Explicit (2011/2020), mit Tony Malaby, Tom Rainey
- Jane Ira Bloom & Mark Helias: Some Kind of Tomorrow (2021)
- Gordon Grdina, Mark Helias & Matthew Shipp: Pathways (2022)
- Mark Helias & Matthew Shipp: The New Synthax (2022)
- Snapshot (2024) solo
- Ivo Perelman, Mark Helias, Tom Rainey: Truth Seeker (2024)
- Aurora Nealand, Mark Helias, Tim Berne: Live at the 188 Club (2024)

## Lexigraphische Einträge
- Ian Carr, Digby Fairweather, Brian Priestley: Rough Guide Jazz. Der ultimative Führer zur Jazzmusik. 1700 Künstler und Bands von den Anfängen bis heute. Metzler, Stuttgart/Weimar 1999, ISBN 3-476-01584-X.
- Leonard Feather, Ira Gitler: The Biographical Encyclopedia of Jazz. Oxford University Press, New York 1999, ISBN 0-19-532000-X.
- Martin Kunzler: Jazz-Lexikon. Band 1: A–L (= rororo-Sachbuch. Bd. 16512). 2. Auflage. Rowohlt, Reinbek bei Hamburg 2004, ISBN 3-499-16512-0.